# František Norbert Drápalík
Rmus.D. Norbert František Drápalík, O.Praem. (23. září 1861 Kroměříž – 25. ledna 1920 Svätá Chrasť (dnes Vinohrady nad Váhom)) byl v letech 1909–1912 opatem kanonie premonstrátů v Nové Říši na Moravě.

## Život
Narodil se jako František Drápalík v Kroměříži. Při vstupu do premonstrátského řádu přijal řeholní jméno Norbert, dle zakladatele tohoto řádu. Po smrti novoříšského opata Karáska byl zvolen do čela kanonie jako nový opat. Snažil se pro klášter získat duchovní správu farností Kostelní Vydří a Bílkov. Přátelil se s Otokarem Březinou, kterému umožnil studovat fondy klášterní knihovny. Opat se rovněž snažil o modernizaci klášterního velkostatku a klášterní areál byl za jeho působení elektrifikován. V klášteře se poměrně často konávaly různá duchovní cvičení a sjezdy katolické mládeže.
Opat se ale záhy dostal do vleklých sporů s představiteli obce Nová Říše. Napjaté vztahy s obcí ilustruje průběh oslav 700. výročí kláštera v roce 1911. Tehdy se místní starosta odmítl účastnit vítání církevních hodnostářů, kteří na oslavy přijeli. Další spory měl opat s poslancem Františkem Staňkem. Ten nakonec docílil toho, že se proti Drápalíkovi postavili i někteří jeho vlastní spolubratři z kláštera, v čele s P. Hugo Černým. Po vyostření sporů došlo mezi Drápalíkem a Černým (dle vzpomínek Otokara Březiny) bezmála k fyzické potyčce. V důsledku toho opat během vizitace kláštera (vizitoval jej strahovský opat Metod Zavoral) rezignoval.
V době následující po rezignaci se Drápalík uchýlil na Slovensko, kde žil v obci Svätá Chrasť (dnes Vinohrady nad Váhom) u své sestry. V tisku byl nadále dehonestován (objevovaly se v něm informace, že odjel za svou milenkou do Ameriky). Ve Sväté Chrasti zemřel emeritní opat Drápalík 25. ledna 1920. Příčiny smrti nejsou zcela jasné (uvádí se otrava krve po špatně aplikované injekci). Ve Sväté Chrasti byl rovněž pohřben.